# لی یونگ-کیو
لی یونگ-کیو (انگلیسی: Lee Yong-kyu؛ زادهٔ ۲۶ اوت ۱۹۸۵) بازیکن بیس‌بال اهل کره جنوبی است.